# Sardinská strana akce
Sardinská strana akce (italsky Partito Sardo d’Azione, sardinsky Partidu Sardu, zkratka PSd’Az nebo PSdA), též Sardská strana akce, je sardinská regionální a autonomistická politická strana. Vznikla po první světové válce a od té doby představuje nejsilnější regionální stranu v regionu. Strana měla a na jisté úrovni stále má blízko k separatistickým pozicím, v daném směru ale svou politiku umírnila. Politicky Sardinii nikdy nedominovala, tradičně se ale těší vlivu díky velkému koaličnímu potenciálu. Strana se spojovala s pravicí i levicí, nyní je součástí Středopravicové koalice. Na evropské úrovni byla do roku 2020 členkou Evropské svobodné aliance, z níž ale byla vyloučena kvůli spolupráci s pravicově populistickou Ligou.

## Historie
Sardinská strana akce byla založena roku 1921 veterány z první světové války. V meziválečném období si kladla za cíl sebeurčení a uznání sardské identity, jazyka a kultury. V těchto letech strana dosahovala historicky nejlepších volebních výsledků (až 36%). Její voličskou základnu tvořili zejména vojáci, rolníci a horníci.
Po druhé světové válce se realizoval dlouhodobý cíl strany - sardinská autonomie. V prvních poválečných regionálních volbách PSd’Az obdržela 10% hlasů. Podpora strany ale trvale klesala; roku 1974 již získala jen jeden mandát v regionálním zastupitelstvu. V osmdesátých letech volební zisky PSd’Az opět stouply až k 15% (lídr strany se tehdy i stal šéfem sardinské regionální vlády), v devadesátých letech se ale navrátily ke zhruba pěti procentům.
V současnosti Sardinská strana akce opět doznává oživení voličské podpory, když byl v posledních sardinských volbách roku 2019 její lídr Christian Solinas zvolen guvernérem.